# Ордановский сельский совет (Диканьский район)
Ордановский сельский совет (укр. Орданівська сільська рада) — входит в состав
Диканьского района
Полтавской области
Украины.
Административный центр сельского совета находится в 
с. Ордановка.

## История
- 1918 — дата образования.

## Населённые пункты совета
- с. Ордановка
- с. Горбатовка
- с. Тополевка
- с. Чернещина
- с. Яроховка

## Ликвидированные населённые пункты совета
- с. Коротковка